# Nihil Novi
Nihil Novi je studiové album amerického jazzového saxofonisty Marcuse Stricklanda. Vydáno bylo 15. dubna 2016 společností Blue Note Records. Hlavní producentkou alba byla baskytaristka a zpěvačka Meshell Ndegeocello, přičemž v menší míře se na produkci podíleli také Charles Haynes, Chris Dave, Jack DeBoe a Marcus Strickland. Velká část alba je instrumentální, jsou zde však i zpívané písně.

## Seznam skladeb
1. Tic Toc – 3:45
2. The Chant – 2:45
3. Talking Loud – 4:32
4. Alive – 5:20
5. Sissoko's Voyage – 4:38
6. Mantra – 1:19
7. Cycle – 4:07
8. Inevitable – 4:55
9. Drive – 3:37
10. Cherish Family – 0:42
11. Celestelude – 4:34
12. Mingus – 1:31
13. Truth – 4:35
14. Mirrors – 6:08

## Obsazení
- Marcus Strickland – sopránsaxofon, tenorsaxofon, altsaxofon, basklarinet, elektrické piano
- Mitch Henry – klávesy, varhany, clavinet, elektrické piano
- Keyon Harrold – trubka, křídlovka, hlas
- BIGYUKI – klávesy, elektrické piano
- Robert Glasper – klavír, elektrické piano
- James Francies – klávesy
- Kyle Miles – basa
- Pino Palladino – baskytara
- Meshell Ndegeocello – baskytara
- Charles Haynes – bicí
- Chris Dave – bicí
- Chris Bruce – kytara
- Jean Baylor – zpěv
- E. J. Strickland – hlas